# Eleccions legislatives d'Israel de 1984
Les eleccions legislatives d'Israel de 1984 se celebraren el 23 de juliol de 1984 per a renovar els 120 membres de la Kenésset. El partit més votat fou l'Alineació, coalició d'esquerres dirigida pel Partit Laborista Israelià i el seu líder Ximon Peres fou nomenat Primer Ministre d'Israel en un govern de concentració nacional amb Likkud i el Partit Nacional Religiós, Agudat Israel, Xas, Xinnuy i Ómets. El 1986 deixà el govern al cap del Likkud Yitshaq Xamir, qui farà coalició amb els mateixos socis. Han estat les úniques eleccions on el grup ultradretà Kach de Meir Kahane va obtenir representació.

## Resultats
|                                  |                                |           |       |        |        |
| ← Eleccions a la Kenésset, 1984→ |                                |           |       |        |        |
|                                  | Candidatura                    | Vots      | %     | Escons | Escons |
| 1984                             | Candidatura                    | Vots      | %     | Dif.   |        |
|                                  | L'Alineació                    | 724.074   | 34,9% | 44     | -3     |
|                                  | Likkud                         | 661.302   | 31,9% | 41     | -7     |
|                                  | Tehiyà - Tsómet                | 83.037    | 4,0%  | 5      | +2     |
|                                  | Partit Nacional Religiós       | 73.530    | 3,5%  | 4      | -2     |
|                                  | Hadaix                         | 84.032    | 3,4%  | 4      | =      |
|                                  | Xas                            | 63.605    | 3,1%  | 4      | Nou    |
|                                  | Xinnuy                         | 54.747    | 2,7%  | 3      | +1     |
|                                  | Rats                           | 49.698    | 2,4%  | 3      | +2     |
|                                  | Yahad                          | 46.302    | 2,2%  | 3      | Nou    |
|                                  | Llista Progressista per la Pau | 38.012    | 1,8%  | 2      | Nou    |
|                                  | Agudat Israel                  | 36.079    | 1,7%  | 2      | -2     |
|                                  | Moraixà                        | 33.287    | 1,6%  | 2      | Nou    |
|                                  | Tami                           | 31.103    | 1,5%  | 1      | -2     |
|                                  | Kach                           | 25.907    | 1,2%  | 1      | +1     |
|                                  | Ómets                          | 23.845    | 1,2%  | 1      | Nou    |
|                                  | Total (participació 78,1%)     | 2.073.321 | 100%  | 120    | -      |